# Ad Mare
Ad Mare (en latín, “Al mar”) es el álbum sencillo debut del grupo femenino surcoreano Nmixx. Fue publicado el 22 de febrero de 2022 a través de JYP Entertainment y Dreamus, y contiene cuatro pistas, incluyendo su sencillo principal titulado «O.O».

## Antecedentes y lanzamiento
El 9 de julio de 2021, JYP Entertainment anunció que debutaría un nuevo grupo femenino en febrero de 2022, el primero desde Itzy en 2019. El 2 de febrero de 2022, se confirmó que la fecha del debut sería el 22 de febrero, con el lanzamiento de un álbum sencillo titulado Ad Mare. Seis días después, se publicó la lista de canciones, con la pista «O.O» anunciada como el sencillo principal.
El 17 de febrero se lanzó el primer vídeo teaser musical de «O.O». Dos días después, se lanzó un vídeo popurrí con fragmentos de las pistas del nuevo álbum. El 21 de febrero se lanzó el segundo vídeo teaser musical de «O.O». El álbum sencillo junto con el vídeo musical fueron lanzados el 22 de febrero de 2022.
El 18 de febrero de 2022, JYP Entertainment había anunciado que el evento de lanzamiento del debut del grupo se pospondría hasta el 1 de marzo después que la miembro Bae fuera diagnosticada con COVID-19.

## Composición y letras
El sencillo principal, «O.O», fue descrito como una canción con una «mezcla de géneros de baile funk y pop rock adolescente» con una «introducción de trampa intensa y cautivadora». «Tank», su segunda pista, se describió como una canción con «voces maravillosas y raps únicos, que presenta el timbre y los agudos explosivos de la miembro Lily», con letras que «comparan la actitud confiada y ambiciosa con un tanque».

## Lista de canciones
| CD, descarga digital |                            |                                                                           | |                                                        |          |  |
| N.º                  | Título                     | Letras                                                                    | Música | Arreglos                                               | Duración |  |
| 1.                   | «Tank (占)»                | Dr.JO (153/Joombas), Oh Hyun-seon (Lalala Studio), Jung Jun-ho, Oh Yu-won | Dwayne Abernathy Jr., Ryan S. Jhun, Ericka J. Coulter, Deanna DellaCioppa, Matthew Jaragin                                                                                              | Dem Jointz, Ryan S. Jhun                               | 2:48     |  |
| 2.                   | «O.O»                      | Dr.JO (153/Joombas)                                                       | Brian U (The Hub), Enan (The Hub), MarkAlong (The Hub), Charlotte Wilson (The Hub), Chanti (The Hub), EJAE, Awry (The Hub), Ayushy (The Hub), Jan Baars (The Hub), Rajan Muse (The Hub) | Brian U (The Hub), Enan (The Hub), MarkAlong (The Hub) | 2:52     |  |
| 3.                   | «Tank (占)» (Instrumental) |                                                                           | Dwayne Abernathy Jr., Ryan S. Jhun, Ericka J. Coulter, Deanna DellaCioppa, Matthew Jaragin                                                                                              | Dem Jointz, Ryan S. Jhun                               | 2:48     |  |
| 4.                   | «O.O» (Instrumental)       |                                                                           | Brian U (The Hub), Enan (The Hub), MarkAlong (The Hub), Charlotte Wilson (The Hub), Chanti (The Hub), EJAE, Awry (The Hub), Ayushy (The Hub), Jan Baars (The Hub), Rajan Muse (The Hub) | Brian U (The Hub), Enan (The Hub), MarkAlong (The Hub) | 2:52     |  |
| 11:20                |                            |                                                                           | |                                                        |          |  |

## Posicionamiento en listas
| Lista (2022)                     | Mejor posición |
| -------------------------------- | -------------- |
| Corea del Sur (Gaon Album Chart) | 1              |
| Japón (Oricon Combined Singles)  | 29             |

| Lista (2022)                     | Mejor posición |
| -------------------------------- | -------------- |
| Corea del Sur (Gaon Album Chart) | 3              |

## Certificaciones
| País                                               | Organismo certificador | Certificación | Ventas certificadas | Ref.   |
| Ventas                                             | Ventas                 | Ventas        | Ventas              | Ventas |
| -------------------------------------------------- | ---------------------- | ------------- | ------------------- | ------ |
| Corea del Sur                                      | KMCA                   | Platino       | 250 000*            | [ 13 ] |
| *Cifras de ventas basadas solo en certificaciones. |                        |               |                     |        |

## Historial de lanzamiento
| País          | Fecha                 | Formato                       | Sello                      |
| ------------- | --------------------- | ----------------------------- | -------------------------- |
| Corea del Sur | 22 de febrero de 2022 | CD Descarga digital streaming | JYP Entertainment, Dreamus |